# Nordiska rådets priser 2016

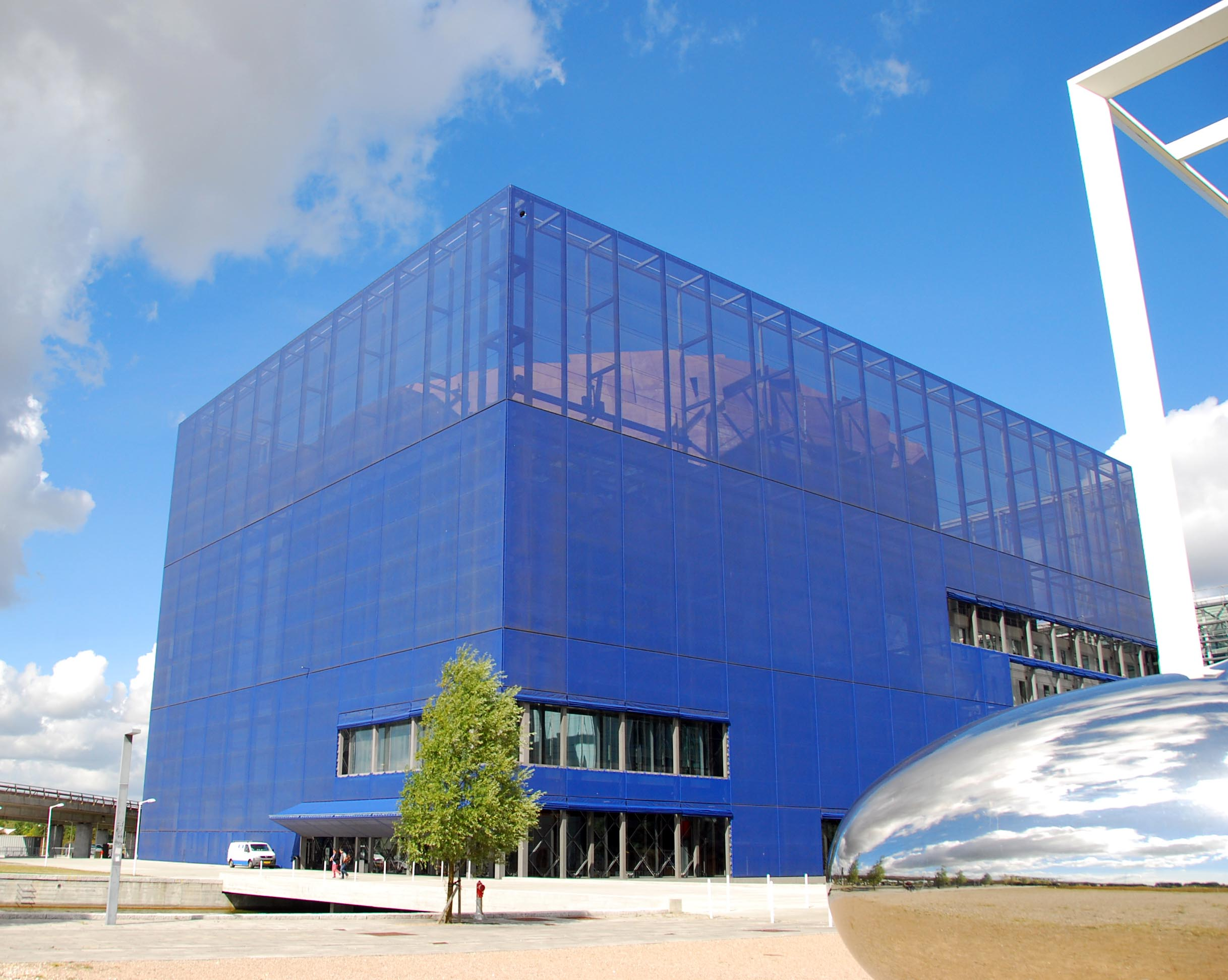
Danmarks Radios Konserthus, platsen för prisutdelningen

Nordiska rådets priser 2016 delades ut i de fem kategorierna litteratur, barn- och ungdomslitteratur, film, musik och natur och miljö. Pristagarna tillkännagavs 1 november 2016 under en prisceremoni i Danmarks Radios Konserthus i Köpenhamn.

## Pristagare och nominerade

### Barn- och ungdomslitteratur
Följande nominerades till Nordiska rådets pris för barn- och ungdomslitteratur:
| Författare                 | Illustratör         | Svensk titel                | Ursprungstitel              | Land                     |
| -------------------------- | ------------------- | --------------------------- | --------------------------- | ------------------------ |
| Arnar Már Arngrímsson      | ¡                   | Noll koll                   | Sölvasaga unglings          | Island                   |
| Bent Haller                | Lea Letén           | Magnolia af Skagerrak       | Magnolia af Skagerrak       | Danmark                  |
| Sankt Nielsen              | Madam Karrebæk      | Da Gud var dreng            | Da Gud var dreng            | Danmark                  |
| Marry Ailonieida Somby     | Biret Máret Hætta   | Cerbmen Bizi – Girdipilohta | Cerbmen Bizi – Girdipilohta | Det samiska språkområdet |
| Tomi Kontio                | Elina Warsta        | Koira nimeltään Kissa       | Koira nimeltään Kissa       | Finland                  |
| Sanna Tahvanainen          | Jenny Lucander      | Dröm om drakar              | Dröm om drakar              | Finland                  |
| Bárður Oskarsson           | Bárður Oskarsson    | Stríðið um tað góða grasið  | Stríðið um tað góða grasið  | Färöarna                 |
| Bolatta Silis-Høegh        | Bolatta Silis-Høegh | Aima qaa schhh!             | Aima qaa schhh!             | Grönland                 |
| Ragnhildur Hólmgeirsdóttir | ¡                   | Koparborgin                 | Koparborgin                 | Island                   |
| Øyvind Torseter            | Øyvind Torseter     | Mulegutten                  | Mulegutten                  | Norge                    |
| Ragnar Aalbu               | Ragnar Aalbu        | Krokodille i treet          | Krokodille i treet          | Norge                    |
| Frida Nilsson              | ¡                   | Ishavspirater               | Ishavspirater               | Sverige                  |
| Hanna Gustavsson           | Hanna Gustavsson    | Iggy 4-ever                 | Iggy 4-ever                 | Sverige                  |

### Film
Följande nominerades till Nordiska rådets filmpris:
| Svensk titel                           | Ursprungstitel    | Regissör         | Manusförfattare                     | Producent       | Land    |
| -------------------------------------- | ----------------- | ---------------- | ----------------------------------- | --------------- | ------- |
| Louder than bombs                      | Louder than bombs | Joachim Trier    | Joachim Trier och Eskil Vogt        | Thomas Robsahm  | Norge   |
| Under sanden                           | Under sandet      | Martin Zandvliet | Martin Zandvliet                    | Mikael Rieks    | Danmark |
| Den lyckligaste dagen i Olli Mäkis liv | Hymyilevä mies    | Juho Kuosmanen   | Juho Kuosmanen och Mikko Myllylahti | Jussi Rantamäki | Finland |
| Þrestir                                | Þrestir           | Rúnar Rúnarsson  | Rúnar Rúnarsson                     | Mikkel Jersin   | Island  |
| Efterskalv                             | Efterskalv        | Magnus von Horn  | Magnus von Horn                     | Madeleine Ekman | Sverige |

### Musik
Följande nominerades till Nordiska rådets musikpris:
| Verk                                       | Tonsättare                            | Land     |
| ------------------------------------------ | ------------------------------------- | -------- |
| Let me tell you                            | Hans Abrahamsen                       | Danmark  |
| Øjeblikkets mester                         | Sebastian                             | Danmark  |
| Mana                                       | Sebastian Fagerlund                   | Finland  |
| Meluta                                     | Antti Paalanen                        | Finland  |
| Leipzig                                    | ORKA                                  | Färöarna |
| Kunngiitsuuffik                            | Uyarakq och Peand-eL                  | Grönland |
| Innri                                      | Jóel Pálsson och Kjartan Valdemarsson | Island   |
| MagnusMaria                                | Karólína Eiríksdóttir                 | Island   |
| Willibald Motor Landscape                  | Øyvind Torvund                        | Norge    |
| Cardinem                                   | Ragnhild Berstad                      | Norge    |
| ...de Blanche et Marie... - Symphony No. 3 | Mats Larsson Gothe                    | Sverige  |
| Songs my mothers taught me                 | Ida Lundén                            | Sverige  |

### Natur och miljö
Följande nominerades till Nordiska rådets natur- och miljöpris:
| Initiativ                     | Beskrivning                                                                     | Land              |
| ----------------------------- | ------------------------------------------------------------------------------- | ----------------- |
| Too good to go                | "En app för att köpa billiga livsmedel före stängningstid och bekämpa matspill" | Danmark           |
| Energiakademiet               | "En global digital mötesplats för hållbara lokala pionjärer"                    | Danmark           |
| Kemiluppen                    | "En app som hjälper dig att undgå oönskade ämnen i vårdprodukter"               | Danmark           |
| Aidon                         | "Smarta elmätare – nyckelteknologi i det förnybara energisystemet"              | Finland           |
| Nätskolan ENO                 | "Ett globalt skolnätverk och nätverk för hållbar utveckling"                    | Finland           |
| e1                            | "En app som sammanför elbilsägare och ägare av laddningsstationer"              | Island            |
| Appen Strætó                  | "Med appen Strætó kan man köpa biljetter och följa bussens rutt"                | Island            |
| WWF:s Sjømatguiden/Fiskguiden | "WWF:s Fiskguide gör det enkelt att välja fisk och skaldjur hållbart"           | Norge och Sverige |
| Workaround                    | "En delningstjänst för att öka nyttjandegraden av kontorsplatser"               | Sverige           |